# Mażejeuka
Mażejeuka (biał. Мажэеўка; ros. Можеевка, Możejewka) – wieś na Białorusi, w obwodzie witebskim, w rejonie orszańskim, w sielsowiecie Piszczaława.
Znajduje się tu stacja kolejowa Mażejeuka, położona na linii Witebsk – Orsza.